# Victory-Zeichen

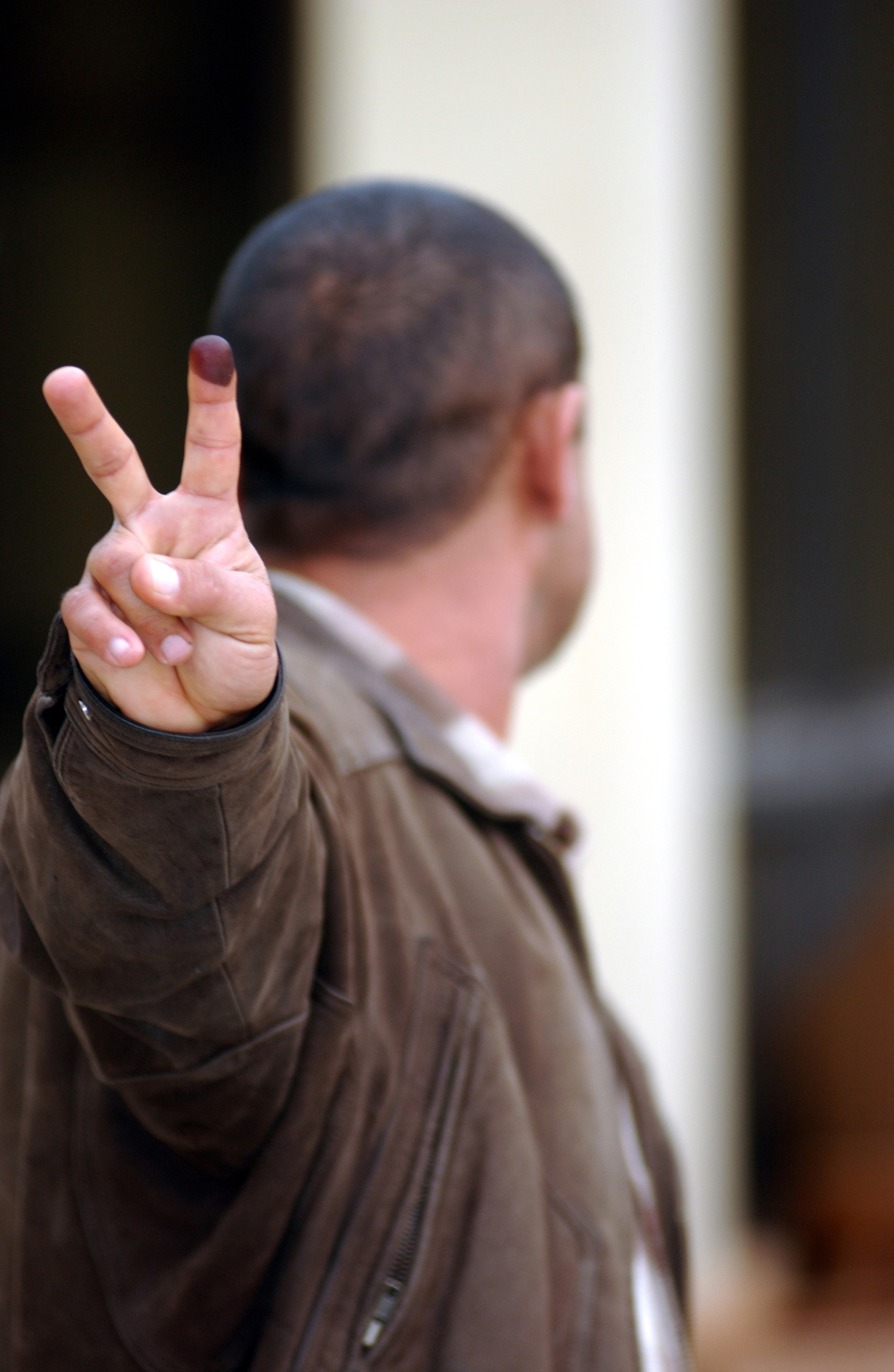
Ein Iraker zeigt die Victory-Geste anlässlich der Wahl vom 30. Januar 2005. Der Zeigefinger ist zum Zeichen der abgegebenen Stimme markiert.

Das Victory-Zeichen (von englisch victory ‚Sieg‘) ist eine Handgeste, bei der der Zeige- und Mittelfinger zu einem „V“ ausgestreckt werden, während der Ringfinger und der kleine Finger eingezogen bleiben. Der Daumen wird über die beiden Finger gelegt und die Handinnenseite zeigt vom Ausführenden weg.
Das Fingeralphabet für Gehörlose bzw. Schwerhörige stellt den Buchstaben V in identischer Weise dar.

## Bedeutung

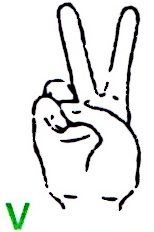
Buchstabe V im Deutschen und Amerikanischen Fingeralphabet

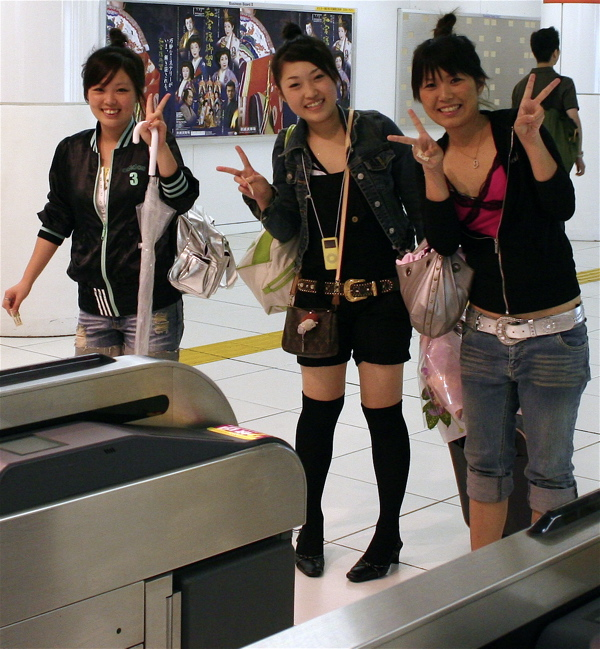
Junge Japanerinnen posieren mit V-Zeichen, Tokyo (2006)

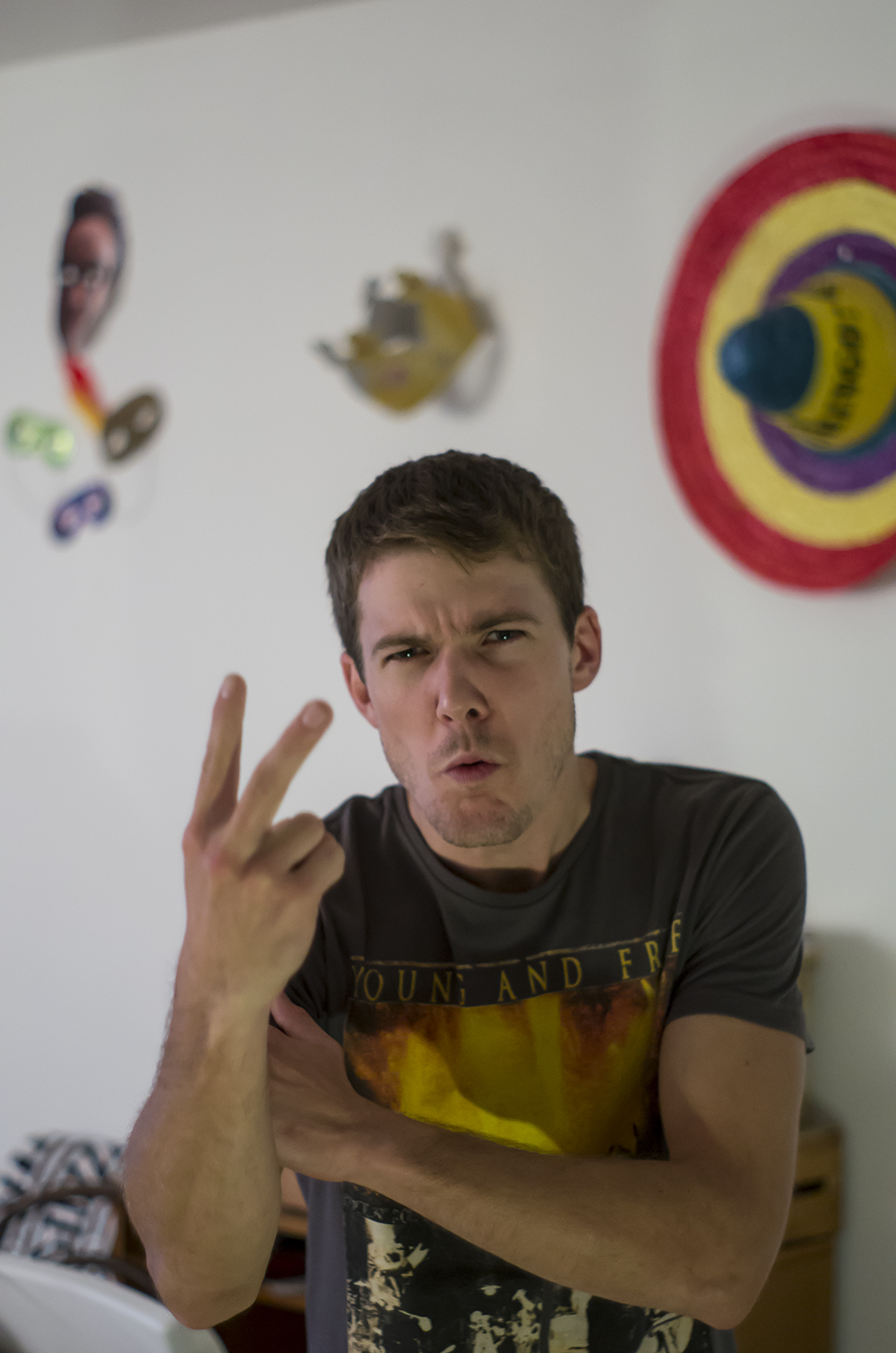
Beleidigende Form des V-Zeichens, Handballen zum Ausführenden

Die Geste hat international sehr unterschiedliche Bedeutungen. In Deutschland und den meisten westlichen Ländern wird sie oft als Zeichen für den Sieg verstanden. Dem entspricht die Deutung, dass das von Zeige- und Mittelfinger geformte „V“ für das englische victory stehe.
Andere, ebenfalls übliche Bedeutungen sind die Zahl 2 oder Hasenohren (spaßeshalber auf Fotos hinter dem Kopf nebenstehender Personen gezeigt, um diese zu ärgern). Auch wird es als Friedenszeichen verstanden.
Wenn die Handfläche oder, bei Haltung der Hand seitlich vom Körper, die Kleinfingerseite zum Ausführenden zeigt, bzw. mit dem Handrücken vom Ausführenden weg, hat sie in Großbritannien, Irland, Australien, Neuseeland und Südafrika aber eine schwer beleidigende Bedeutung, etwa vergleichbar mit dem Stinkefinger. Bei der beleidigenden Form müssen Zeige- und Mittelfinger auch nicht ganz ausgestreckt sein, sondern werden oft auch leicht gekrümmt gezeigt. Die „V“-Form muss hierbei nicht so ausgeprägt sein, man kann die beiden Finger auch zusammen lassen. Nach dem Folklore-Wörterbuch von Jacqueline Simpson und Steve Roud vom Jahr 2000 war das V-Zeichen (mit dem Handrücken zum Gegenüber) für die meiste Zeit des 20. Jahrhunderts die typische britische Beleidigungsgeste, büßte aber in den letzten Jahren an Beleidigungsfähigkeit ein.
Trotzdem würden die meisten Briten bei Handzeichen für die Zahl Zwei immer noch so vorsichtig sein, die Handinnenfläche zum Betrachter zu zeigen. Simpson und Roud halten weiterhin die Herkunft aus dem Gehörnten-Symbol für möglich, obwohl das bei Weitem nicht die aggressive Kraft des V-Symbols habe und traditionell mit kleinem Finger und Zeigefinger ausgeführt würde. Das amerikanische Pendant (einzelner Mittelfinger) ist den Briten erst seit den 1960er Jahren aus den Medien bekannt.
In ostasiatischen Ländern wie Japan, Südkorea und Taiwan wird die Geste auch sehr oft auf Fotos oder Filmaufnahmen gemacht. Hierbei ist die Bedeutung in etwa glücklich, soll also einfach nur ein Lächeln unterstreichen. Die historischen Konnotationen aus Zweitem Weltkrieg und Kaltem Krieg sowie die beleidigende Abwandlung mit einer umgedrehten Hand sind zumeist unbekannt.
Mit dem rechten Zeigefinger an die rechte Schläfe gehalten ist sie der formale Gruß der Wölflinge, der jüngsten Altersgruppe (etwa 7–11 Jahre) der Pfadfinder. Dabei symbolisieren die ausgestreckten Finger Wolfsohren und der Daumen vor dem Kleinen und dem Ringfinger das Motto: Der Starke schützt die Schwachen.

## Geschichte
Eine populäre Legende führt das Zeichen auf englische Bogenschützen im Hundertjährigen Krieg zurück, doch gibt es dafür keinen Beleg. Danach war das eine trotzige Geste der englischen Bogenschützen, dass sie die Zeige- und Mittelfinger zur Handhabung des Bogens noch hatten. Die Franzosen schnitten gefangenen Bogenschützen nach der Chronik von Jean de Wavrin Finger der rechten Hand ab, aber drei und nicht zwei um sicherzugehen, dass sie nicht weiter den Bogen führten.
Die erste belegte Dokumentation des beleidigenden V-Zeichens findet sich 1901 in Großbritannien, als Arbeiter vor Parkgate ironworks in Rotherham die Geste verwenden (auf Film festgehalten), um deutlich zu machen, dass sie nicht gefilmt werden möchten.
Die große Popularität des (positiven) Victory-Zeichens im Zweiten Weltkrieg hat ihren Ursprung wohl in Belgien: In einer Radioansprache am 14. Januar 1941 in der BBC rief der ehemalige belgische Justizminister Victor de Laveleye seine Landsleute auf, das V zu verbreiten. Denn neben dem bereits erwähnten Bezug zum englischen Wort victory ist es ebenso der Anfangsbuchstabe des französischen Wortes Victoire und des niederländischen Wortes Vrijheid. Die BBC unterstützte die Verbreitung in Europa durch ihre „V for Victory“-Kampagne, in der der Morsecode für „V“ (•••–) als Jingle verwendet wurde. Der Morsecode für „V“ entspricht des Weiteren dem Kopfmotiv von Beethovens 5. Sinfonie („Ta Ta Ta Taaa“), welches die BBC mit einer gewissen Ironie (Beethoven war Deutscher, und das Motiv war das „Schicksalsmotiv“) als Erkennungszeichen ihres Programmes auch in besetzte Länder ausstrahlte. Schnell verbreitete sich der Gebrauch der Geste in ganz Europa. Im gleichen Jahr griff auch Winston Churchill die „V for Victory“-Kampagne auf und gebrauchte das V-Zeichen fortan bei öffentlichen Auftritten, nachdem er anfänglich versehentlich die beleidigende Form mit der Handfläche nach innen verwendete.

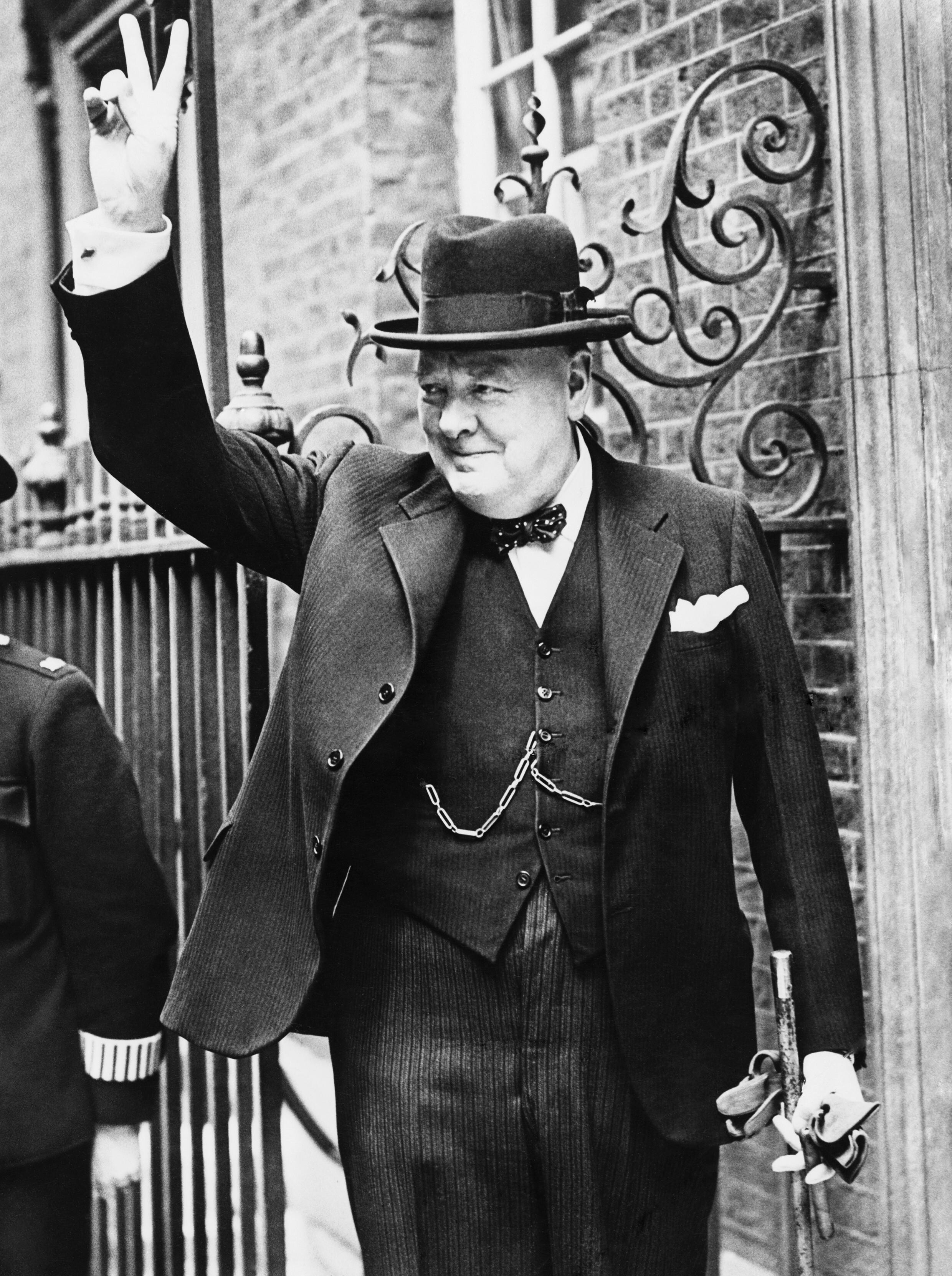
Winston Churchill grüßt mit dem Victory-Zeichen, Downing Street, 5. Juni 1943

Auch die Deutschen setzten das „V“-Symbol ein, wie 1941 am Stortinget im besetzten Norwegen.

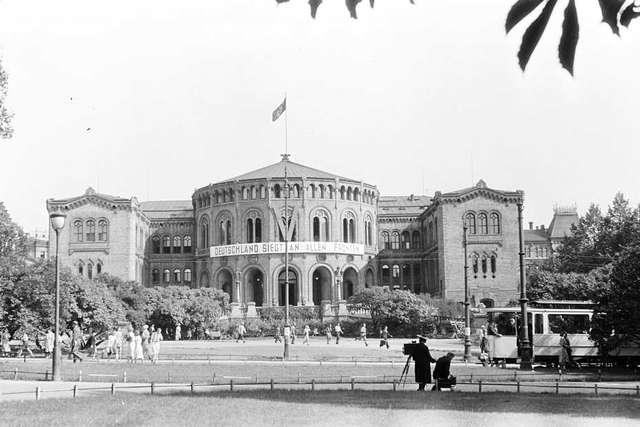
1941 brachten deutsche Besatzungstruppen am norwegischen Parlamentsgebäude Stortinget in Oslo ein „V“-Zeichen an, darunter stand auf einem Banner der Spruch „Deutschland siegt an allen Fronten“.

1941 beanspruchte der britische Okkultist Aleister Crowley die gezielte Einführung des V-Zeichens als Gegensymbol zum deutschen Hakenkreuz für sich: Er verwies darauf, dass seine 1913 erschienene Publikation Magick beide Symbole auf einer Bildtafel zeige.
Nach dem Zweiten Weltkrieg fand sich die Geste unter anderem als markante Geste des U.S. Präsidenten Richard Nixon.
Auch bei Protesten gegen den Vietnam- und andere Kriege sowie in Kreisen der so genannten Gegenkultur wurde das V-Zeichen zu einer gängigen Geste bei Begrüßungen, Kundgebungen und auf Fotos. Die von Hippies verwendete Kombination der Geste mit dem Ausspruch peace (englisch peace ‚Frieden‘ oder ‚Friede‘) bzw. love and peace (engl. für ‚Liebe und Friede‘) sowie der Gebrauch auf Anti-Kriegs-Demonstrationen betonten die friedensbefürwortende Bedeutung des V-Zeichens.
Für das Aufkommen des V-Zeichens in der japanischen Popkultur Anfang der 1970er Jahre gibt es verschiedene Erklärungen. Diese weitestgehend entpolitisierte Variante der Victory-Geste verbreitete sich im ostasiatischen Raum und findet sich vor allem in Japan, Südkorea, Taiwan und Hongkong.
Während des Kroatien- und Bosnienkriegs von 1991 bis 1995 wurde das V-Zeichen oft von kroatischen Soldaten, aber auch Zivilisten verwendet, und die Geste besetzte für die Kroaten gleich zwei Bedeutungsebenen. Zum einen die des Friedenszeichens und der friedlichen Einforderung der Unabhängigkeit von Jugoslawien und der Darstellung Kroatiens als „Opfernation“, die aufgrund dessen gezwungen ist, einen Verteidigungskrieg gegen die Serben zu führen. Zum anderen die des Siegeszeichens und der Darstellung Kroatiens als „Siegernation“, die den Feind zurückschlagen wird, und die von Serben besetzten Gebiete (vgl. Republik Serbische Krajina) siegreich zurückerobert hat. In zahlreichen bildlichen Kombinationen war es aufgrund des Anfangsbuchstabens zudem mit dem kroatischen Erinnerungsort Vukovar und der Schlacht um diese Stadt 1991 verbunden. Vielfach verwendetes Siegessymbol war das V-Zeichen letztlich in und nach der Operation Sturm.
Eine weitere Bedeutungsvariante entstand in England 1997 durch die Spice Girls als Symbol für Girl Power.

## Unicode
Unicode definiert das Victory-Zeichen mit U+270C (✌).